# Grimsley (Tennessee)
Grimsley es un lugar designado por el censo ubicado en el condado de Fentress en el estado estadounidense de Tennessee. En el Censo de 2010 tenía una población de 1.167 habitantes y una densidad poblacional de 41,39 personas por km².

## Geografía
Grimsley se encuentra ubicado en las coordenadas 36°16′34″N 84°59′49″O / 36.27611, -84.99694. Según la Oficina del Censo de los Estados Unidos, Grimsley tiene una superficie total de 28.19 km², de la cual 28.19 km² corresponden a tierra firme y (0%) 0 km² es agua.

## Demografía
Según el censo de 2010, había 1.167 personas residiendo en Grimsley. La densidad de población era de 41,39 hab./km². De los 1.167 habitantes, Grimsley estaba compuesto por el 97.77% blancos, el 0.26% eran afroamericanos, el 0.34% eran amerindios, el 0% eran asiáticos, el 0% eran isleños del Pacífico, el 0.09% eran de otras razas y el 1.54% pertenecían a dos o más razas. Del total de la población el 0.6% eran hispanos o latinos de cualquier raza.